# グルメスーパー
グルメスーパーとは、一般的に高級食品を扱う食品スーパーマーケットの事である。

## 条件
精肉を扱う場合、牛肉の最上級と言われる乾燥熟成肉を扱う。時にはコーベ牛又はワギュウ（和州牛）等も扱われる。

## 概要
グルメスーパーの概念は、一般的には通常のスーパーマーケットで売られる食品はほとんど扱わず、世界中から珍しい食品や高級食材を入手して扱っている。
世界三大珍味と呼ばれる、キャビア、フォアグラ、トリュフ等は専門店かグルメスーパーで扱われる。
多くのグルメスーパーはその発祥によって扱い品目や得意とする分野に特徴が出ている場合が多く見られる。
ユダヤ系やイタリア系および地中海方面からの移民が多いニューヨーク市から始まったとされる。
店舗は通常のスーパーより小さく、1千平米程度の店舗が多く、時には食品スーパーの一角がグルメスーパーとなっている場合もある。

## ニューヨークのグルメスーパー
以下は、ニューヨーク市でグルメスーパーと呼ばれる店の一例。
- ディーン・アンド・デルーカ
- ガーデン オブ エデン
- ゼイバース
- シタレラ
- フェアウェイ
- イーライズ マンハッタン（ビネガーファクトリー）
- ホールフーズ・マーケット